# Околона (Арканзас)
Околона (англ. Okolona) — місто (англ. town) в США, в окрузі Кларк штату Арканзас. Населення — 97 осіб (2020).

## Географія
Околона розташована за координатами 34°0′2″ пн. ш. 93°20′15″ зх. д. / 34.00056° пн. ш. 93.33750° зх. д. (34.000532, -93.337610).  За даними Бюро перепису населення США в 2010 році місто мало площу 2,02 км², уся площа — суходіл.

## Демографія
Згідно з переписом 2010 року, у місті мешкало 147 осіб у 65 домогосподарствах у складі 44 родин. Густота населення становила 73 особи/км².  Було 94 помешкання (47/км²). 
Расовий склад населення:
| - 78,9 % — білих - 19,7 % — чорних або афроамериканців |

До двох чи більше рас належало 0,7 %. Іспаномовні складали 0,7 % від усіх жителів.
За віковим діапазоном населення розподілялося таким чином: 20,4 % — особи молодші 18 років, 61,9 % — особи у віці 18—64 років, 17,7 % — особи у віці 65 років та старші. Медіана віку мешканця становила 41,8 року. На 100 осіб жіночої статі у місті припадало 83,8 чоловіків;  на 100 жінок у віці від 18 років та старших — 85,7 чоловіків також старших 18 років.
Середній дохід на одне домашнє господарство  становив 41 609 доларів США (медіана — 35 313), а середній дохід на одну сім'ю — 52 170 доларів (медіана — 51 250). За межею бідності перебувало 24,5 % осіб, у тому числі 52,4 % дітей у віці до 18 років та 25,6 % осіб у віці 65 років та старших.
Цивільне працевлаштоване населення становило 50 осіб. Основні галузі зайнятості: виробництво — 22,0 %, оптова торгівля — 16,0 %, освіта, охорона здоров'я та соціальна допомога — 16,0 %.